# Hypogeophora macrothrix
Hypogeophora macrothrix är en tvåvingeart som beskrevs av Goto 1986. Hypogeophora macrothrix ingår i släktet Hypogeophora och familjen puckelflugor. Inga underarter finns listade i Catalogue of Life.